# Козеано
Козеано (італ. Coseano) — муніципалітет в Італії, у регіоні Фріулі-Венеція-Джулія,  провінція Удіне.
Козеано розташоване на відстані близько 470 км на північ від Рима, 80 км на північний захід від Трієста, 18 км на захід від Удіне.
Населення — 2215 осіб (2014).

## Демографія
Населення за роками:

Станом на 1 січня 2023 року в муніципалітеті офіційно проживав 121 іноземець з 17 країн, серед них 50 громадян країн Євросоюзу та 2 громадяни України.

## Сусідні муніципалітети
- Діньяно
- Флайбано
- Мерето-ді-Томба
- Риве-д'Аркано
- Сан-Віто-ді-Фаганья
- Седельяно